# 卡爾弗 (密蘇里州)
卡爾弗（英語：Culver）是位於美國密蘇里州貝茨縣的鬼鎮。

## 歷史
卡爾弗的郵局於1894年設立，其後於1901年停運。

## 地理
卡爾弗所處的海拔為高於海平面311米（即1020英呎），而該地所採用的時區為UTC-6，即北美中部時區（CST）。同時該地設有夏令時間，為UTC-6調快一小時，即UTC-5（CDT）。